# Coroa (selos)

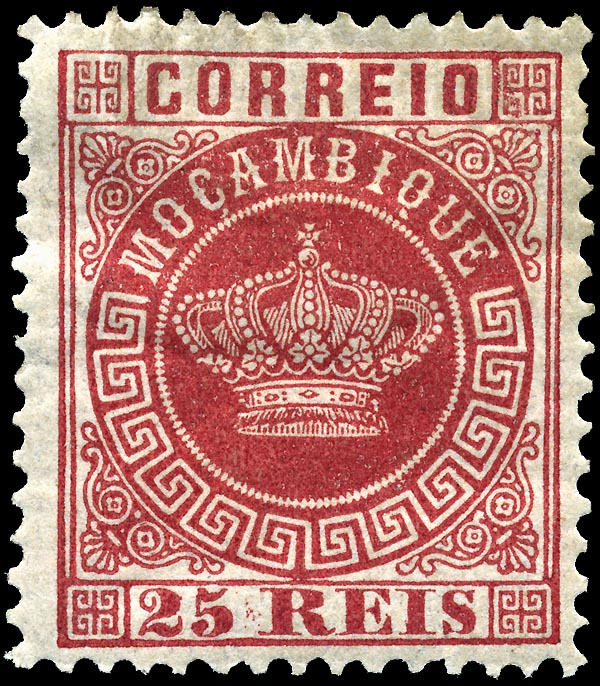
Selo de 25 réis de Moçambique.

Os selos de tipo coroa foram os selos de emissão base, i.e., os selos correntes, nas ex-colónias portuguesas durante parte do reinado de D. Luís I.
O nome advém do desenho: a coroa real portuguesa.
Circularam em Angola, Moçambique, Cabo Verde, São Tomé e Príncipe, Índia Portuguesa e Macau, e ainda em Timor Português e na Guiné-Bissau, estes usando selos de outras colónias sobrecarregados com a inscrição Timor e Guiné respectivamente.

## Diferenças no desenho dos selos de Angola
O desenho dos selos que circularam em Angola é ligeiramente diferente do das restantes colónias, pois a coroa real é mais arredondada.

## Erros
Conhecem-se vários erros de impressão destes selos.
- 40 reis rosa de Angola:  Na segunda emissão de coroas de Angola, uma chapa de 40 reis foi montada por engano na folha que imprimia os selos de 20 reis, ficando aquele com a cor rosa destes.

## Falsos
Conhecem-se múltiplas falsificações destes selos, as mais famosas das quais designadas por Fournier, do nome do falsário. São fáceis de reconhecer pois Fournier utilizou o desenho de Angola para falsificar selos de todas as colónias, desconhecendo que este desenho era ligeiramente diferente dos restantes.